# NGC 2514
NGC 2514 ist eine Balken-Spiralgalaxie vom Hubble-Typ SBbc im Sternbild Krebs auf der Ekliptik. Sie ist schätzungsweise 213 Millionen Lichtjahre von der Milchstraße entfernt.
Das Objekt wurde am 19. Januar 1885 von Edouard Stephan entdeckt.